# 후지야마 류지
후지야마 류지(일본어: 藤山 竜仁 1973년 6월 9일 ~ )는 일본의 전 축구 선수이다.

## 구단 경력
과거 FC 도쿄, 콘사돌레 삿포로에서 활동하였다.